# Argyle (condado de Lafayette, Wisconsin)
Argyle es un pueblo ubicado en el condado de Lafayette en el estado estadounidense de Wisconsin. En el Censo de 2010 tenía una población de 512 habitantes y una densidad poblacional de 1,82 personas por km².

## Geografía
Argyle se encuentra ubicado en las coordenadas 45°47′46″N 88°51′37″O / 45.79611, -88.86028. Según la Oficina del Censo de los Estados Unidos, Argonne tiene una superficie total de 280.64 km², de la cual 280.42 km² corresponden a tierra firme y (0.08%) 0.21 km² es agua.

## Demografía
Según el censo de 2010, había 512 personas residiendo en Argyle. La densidad de población era de 1,82 hab./km². De los 512 habitantes, Argy estaba compuesto por el 91.21% blancos, el 0.59% eran afroamericanos, el 2.54% eran amerindios, el 0.39% eran asiáticos, el 0% eran isleños del Pacífico, el 0% eran de otras razas y el 5.27% pertenecían a dos o más razas. Del total de la población el 1.76% eran hispanos o latinos de cualquier raza.